# محسن خلیجی اسکویی
محسن خلیجی اسکویی استاد دانشگاه و رئیس سابق دانشگاه علامه طباطبایی (از آبان ۱۳۶۷ تا ماه ۱۳۷۶) است.(ریاست موسسه آموزش عالی شاندیز مشهد از 1388 تاکنون) 